# Пенежко Григорій Іванович
Григо́рій Іва́нович Пене́жко (1 грудня 1912 — 26 березня 1992) — радянський військовик, у роки Другої світової війни — заступник начальника штабу 31-ї танкової бригади 29-го танкового корпусу 5-ї гвардійської танкової армії, капітан. Герой Радянського Союзу (1944).

## Життєпис
Народився в селі Валер'янівка, нині Волноваського району Донецької області України, в селянській родині. Українець. Закінчив Маріупольський сільськогосподарський технікум. Працював зоотехніком в Алма-Атинській обласній племінній станції (Казахстан).
У лавах РСЧА з 1935 року. У 1938 році закінчив Ленінградське танко-технічне військове училище. Член ВКП(б) з 1939 року.
Учасник німецько-радянської війни з червня 1941 року. Брав участь в оборонних боях на заході та півдні України, зокрема, при обороні Одеси.
Особливо капітан Г. І. Пенежко відзначився під час визволення Кіровоградської області. У листопаді 1943 року під час боїв поблизу міста Знам'янка особисто підбив два танки супротивника. Брав участь у нападі на військові бази ворога в районі села Дмитрівка. 8 січня 1944 року одним з перших увірвався до міста Кіровоград.
Після закінчення війни продовжив військову службу. У 1948 році закінчив Військову академію бронетанкових і механізованих військ. З 1961 року полковник Г. І. Пенежко — у запасі.
Мешкав у селищі Загорянський Щолковського району Московської області, де і помер. Похований у місті Щолково.

## Нагороди
Указом Президії Верховної Ради СРСР від 13 вересня 1944 року «за зразкове виконання бойових завдань командування на фронті боротьби з німецькими загарбниками та виявлені при цьому відвагу і героїзм» капітанові Пенежку Григорію Івановичу присвоєне звання Героя Радянського Союзу з врученням ордена Леніна і медалі «Золота Зірка» (№ 5244).
Також нагороджений орденами Червоного Прапора, Вітчизняної війни 1-го (11.03.1985) та 2-го (14.12.1943) ступенів, двома орденами Червоної Зірки (23.09.1943, …) і медалями.

## Твори
Г. І. Пенежко є автором однієї з перших повоєнних книг військових спогадів «Записки радянського офіцера» (1947, рос. «Записки советского офицера»).